# 40917 Pauljorden
40917 Pauljorden è un asteroide della fascia principale. Scoperto nel 1999, presenta un'orbita caratterizzata da un semiasse maggiore pari a 3,1273295 UA e da un'eccentricità di 0,1107047, inclinata di 3,97164° rispetto all'eclittica.